# Unternschreez

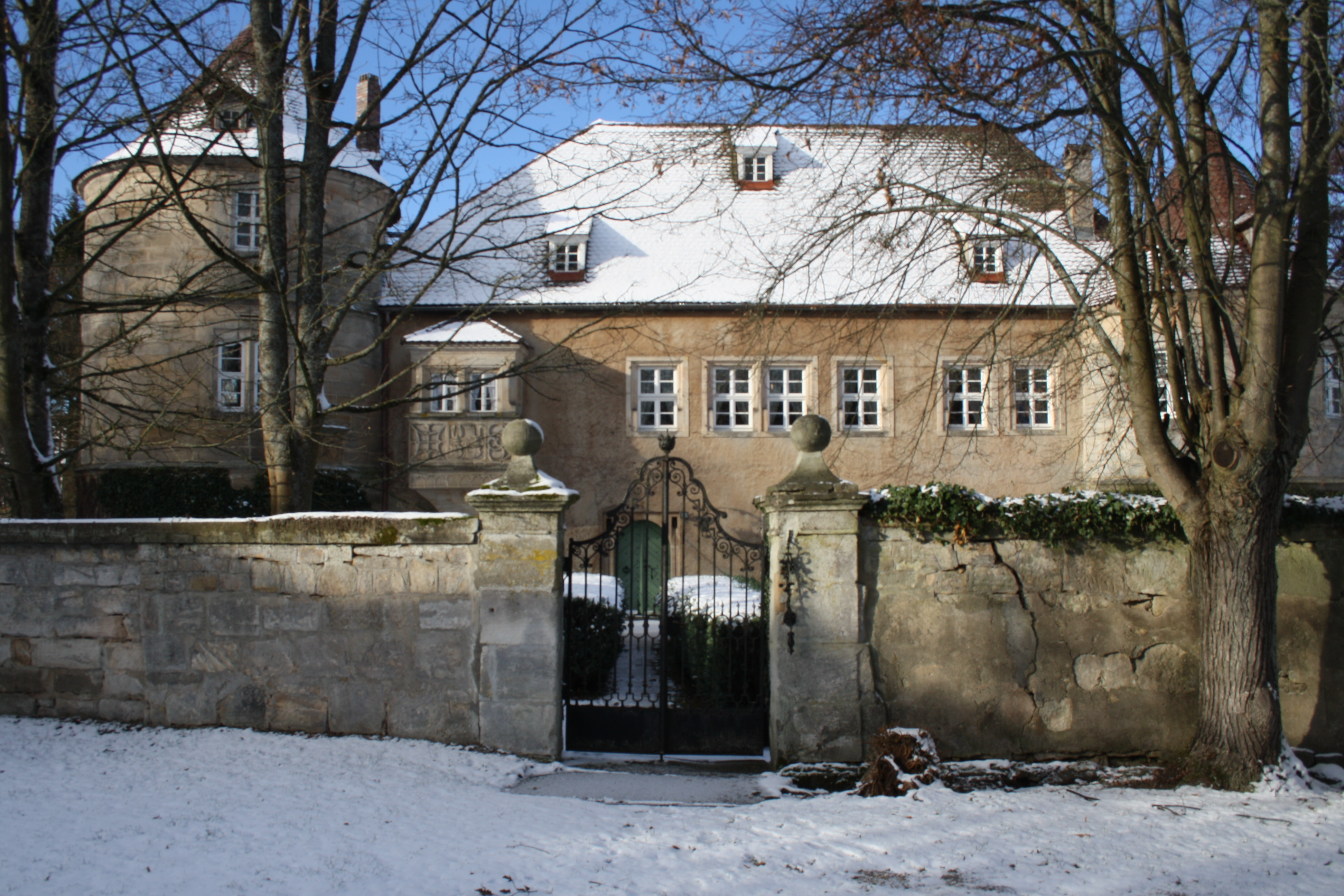
Schloss

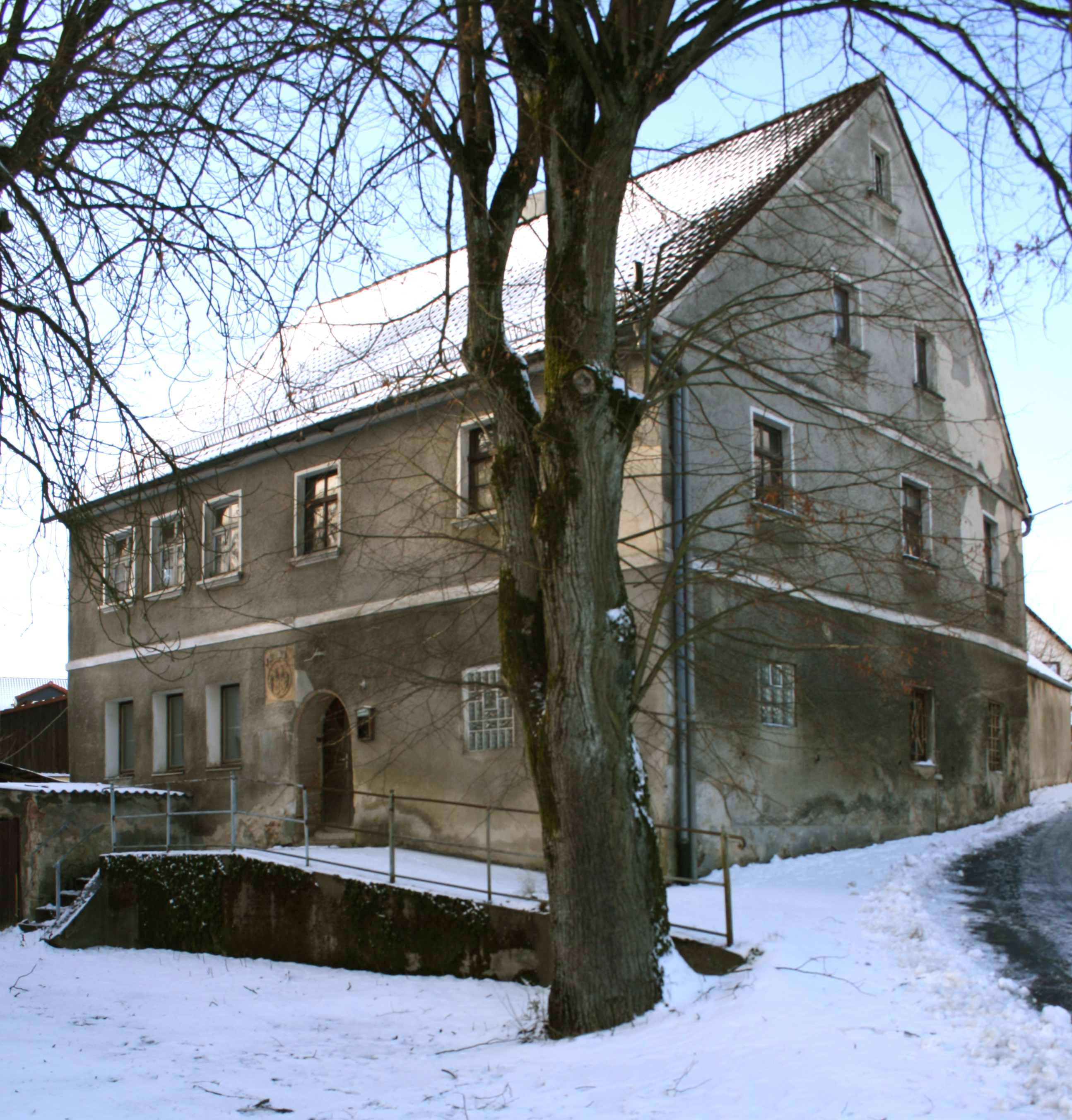
Ehemaliges Gasthaus Stöckel (2019)

Unternschreez ist ein Gemeindeteil der Gemeinde Haag im Landkreis Bayreuth (Oberfranken, Bayern). Die Gemarkung Unternschreez hat eine Fläche von 1,541 km². Sie ist in 457 Flurstücke aufgeteilt, die eine durchschnittliche Flurstücksfläche von 3371,22 m² haben. In ihr liegt neben dem namensgebenden Ort der Gemeindeteil Freileithen.

## Geografie
Das Dorf liegt östlich des Gipfelplateaus des Sophienbergs, nahe der südlichen Stadtgrenze von Bayreuth. Östlich und südlich verläuft in geringer Entfernung die Bundesautobahn 9. Aus den Wiesen am Osthang des Sophienbergs entspringen bei Unternschreez die Quellbäche des Tappert. Gemeindeverbindungsstraßen führen nach Obernschreez (1,2 km westlich), nach Neuenreuth zur Bundesstraße 2 (1,8 km östlich), an Huth und Bockmühle vorbei zur Kreisstraße BT 47 bei Haag (2 km südwestlich) und nach Bauerngrün (0,7 km nördlich).

## Geschichte
Gegen Ende des 18. Jahrhunderts gab es in Unternschreez 21 Anwesen (ehemaliges ritterschaftliches Schloss, 9 Söldengüter, 1 Söldengut mit Wirtshaus, 1 Gütlein, 4 Häuser, 1 Wohnhaus, 4 Tropfhäuser). Die Hochgerichtsbarkeit stand dem bayreuthischen Stadtvogteiamt Creußen zu. Die Dorf- und Gemeindeherrschaft sowie die Grundherrschaft über sämtliche Anwesen hatte das Amt Unternschreez.
Von 1797 bis 1810 unterstand der Ort dem Justiz- und Kammeramt Bayreuth. Nachdem im Jahr 1810 das Königreich Bayern das Fürstentum Bayreuth käuflich erworben hatte, wurde Unternschreez bayerisch. Infolge des Gemeindeedikts wurde Unternschreez dem 1812 gebildeten Steuerdistrikt Haag zugewiesen. Zugleich entstand die Ruralgemeinde Unternschreez, zu der Freileithen und Röth gehörten. Sie war in Verwaltung und Gerichtsbarkeit dem Landgericht Bayreuth zugeordnet und in der Finanzverwaltung dem Rentamt Bayreuth (1919 in Finanzamt Bayreuth umbenannt). Ab 1862 gehörte Unternschreez zum Bezirksamt Bayreuth (1939 in Landkreis Bayreuth umbenannt). Die Gerichtsbarkeit blieb beim Landgericht Bayreuth (1879 in Amtsgericht Bayreuth umgewandelt). Die Gemeinde hatte eine Gebietsfläche von 1,466 km². Am 1. April 1939 wurde sie in die neu gebildete Gemeinde Schreez eingegliedert. Im Zuge der Gebietsreform in Bayern wurde diese am 1. Mai 1978 nach Haag eingemeindet.

### Baudenkmäler
- Neuenreuther Straße 4: Forsthaus
- Obernschreezer Straße 1: Wappenrelief
- Schloßhof 1: Schloss Unternschreez

### Einwohnerentwicklung

#### Gemeinde Unternschreez
| Jahr      | 1822  | 1840   | 1852   | 1855   | 1861   | 1867   | 1871   | 1875   | 1880   | 1885   | 1890   | 1895   | 1900   | 1905   | 1910   | 1919   | 1925  | 1933   |
| Einwohner | 165   | 188    | 194    | 204    | 202    | 203    | 195    | 204    | 217    | 221    | 213    | 193    | 185    | 189    | 173    | 187    | 188   | 183    |
| Häuser    | 26    |        |        |        |        |        | 32     |        |        | 34     | 34     |        | 34     |        |        |        | 34    |        |
| Quelle    | [ 7 ] | [ 13 ] | [ 13 ] | [ 13 ] | [ 14 ] | [ 15 ] | [ 16 ] | [ 17 ] | [ 18 ] | [ 19 ] | [ 20 ] | [ 13 ] | [ 21 ] | [ 13 ] | [ 22 ] | [ 13 ] | [ 8 ] | [ 13 ] |

#### Ort Unternschreez
| Jahr      | 001802 | 001819 | 001822 | 001861 | 001871 | 001885 | 001900 | 001925 | 001950 | 001961 | 001970 | 001987 |
| Einwohner | 134    | 160    | 156    | 187    | 183    | 212    | 174    | 176    | 230    | 239    | 261    | 274    |
| Häuser    | 24     |        | 24     |        |        | 32     | 32     | 32     | 33     | 43     |        | 75     |
| Quelle    | [ 23 ] | [ 24 ] | [ 7 ]  | [ 14 ] | [ 16 ] | [ 19 ] | [ 21 ] | [ 8 ]  | [ 25 ] | [ 26 ] | [ 27 ] | [ 1 ]  |

## Religion
Unternschreez ist seit der Reformation evangelisch-lutherisch geprägt und war teils nach St. Katharina (Haag), teils nach St. Jakobus (Creußen) gepfarrt. Seit dem 19. Jahrhundert ist nur noch die Haager Pfarrei zuständig.